# The 100 (4.ª temporada)
A quarta temporada de The 100 foi anunciada pela The CW em 11 de março de 2016. Jason Rothenberg continua como showrunner e produtor executivo. A quarta temporada estreou em 1 de fevereiro de 2017.

## Elenco e personagens

### Principal
- Eliza Taylor como Clarke Griffin (1–13)
- Paige Turco como Abigail "Abby" Griffin (1–13)
- Bob Morley como Bellamy Blake (1–13)
- Marie Avgeropoulos como Octavia Blake (1–13)
- Devon Bostick como Jasper Jordan (1–11)
- Christopher Larkin como Monty Green (1–13)
- Lindsey Morgan como Raven Reyes (1–13)
- Richard Harmon como John Murphy (1–13)
- Zach McGowan como Roan (1–10)
- Isaiah Washington como Thelonious Jaha (1–13)
- Henry Ian Cusick como Marcus Kane (1–13)

### Recorrente

#### Arkadia
- Jarod Joseph como Nathan Miller
- Chelsey Reist como Harper McIntyre
- Sachin Sahel como Eric Jackson
- Jojo Ahenkorah como Costa
- Chris Shields como David Miller
- Jonathan Whitesell como Bryan
- Alyson Bath como Bree
- Ben Sullivan como Riley

#### Terrestres
- Adina Porter como Indra
- Luisa D'Oliveira como Emori
- Ty Olsson como Nyko
- Jessica Harmon como Niylah
- Nadia Hilker como Luna
- Tasya Teles como Echo
- Tati Gabrielle como Gaia
- Chai Hansen como Ilian

#### Outros
- Erica Cerra como Becca

## Produção
A emissora The CW confirmou a quarta temporada de The 100 em 11 de março de 2016. Jason Rothenberg continuou como showrunner e produtor executivo, e alguns atores foram inicialmente confirmados para o elenco recorrente, dentre eles Chai Hansen, que interpretou Ilian. Zach McGowan, que interpretou Roan como um personagem recorrente na terceira temporada da série, foi promovido para o elenco principal na quarta temporada.
A quarta temporada estreou em 1 de fevereiro de 2017.

## Episódios
| N.º na série | N.º na temp. | Título                                                  | Dirigido por      | Escrito por                        | Exibição original       | Audiência (milhões) |
| --- | ------------ | ------------------------------------------------------- | ----------------- | ---------------------------------- | ----------------------- | ------------------- |
| 46 | 1            | "Echoes" "(Ecos)"                                       | Dean White        | Jason Rothenberg                   | 1 de fevereiro de 2017  | 1,21                |
| Clarke conta para Bellamy sobre o aviso de ALIE de que as usinas nucleares estão se derretendo e que a raça humana sobreviverá por apenas mais seis meses. Como consequência da batalha, as pessoas que Lexa matou para proteger Clarke na Cidade da Luz estão realmente mortas, o que leva as pessoas na Polis a declarar Wanheda e Skaikru seus inimigos. Durante estes eventos, Echo lidera os guerreiros da Nação do Gelo contra Skaikru e começa a tomar controle da cidade a força; para impedi-la, Clarke e Abby vão até o Rei Roan para tentar salvá-lo de sua ferida de bala. Quando Roan acorda, Echo tenta convencê-lo a matar Clarke, mas ele finalmente se declara governante dos treze clãs até que a Chama escolha outro comandante, então, ele anuncia paz com Skaikru. Murphy e Emori fogem de todos para ficarem juntos. Clarke, Bellamy e Jaha vão embora da Polis para voltarem para Arkadia e decidirem o próximo passo em sua luta contra o fogo nuclear que está por vir. Em Arkadia, Raven tenta determinar exatamente qual tipo de dano o fogo nuclear vai trazer, enquanto Jasper tenta se suicidar. |              |                                                         |                   |                                    |                         |                     |
| 47 | 2            | "Heavy Lies the Crown" "(O Peso da Coroa é Grande)"     | Ed Fraiman        | Justine Juel Gillmer               | 8 de fevereiro de 2017  | 1,01                |
| Antes de Clarke puxar a alavanca que matou em ALIE, ALIE estava instruindo um terra-firme, Ilian, a se matar depois de ter matado seu pai e seu irmão para convencer sua mãe a ingerir o chip. De repente, ele é liberado do controle de ALIE, depois que Clarke a mata, mas sua mãe morre enquanto diz para ele a vingar. No presente, o Embaixador Raphael e Ilian planejam desafiar Roan e a coalizão, enquanto Roan se prepara para uma batalha, embora ainda esteja muito fraco devido à sua ferida de bala. Kane e Octavia tentam impedir Raphael de realizar seu plano; depois que ele se recusa a parar, Octavia o mata. Enquanto isso, em Arkadia, Raven, Clarke, Bellamy, Monty, Harper, Bryan e Miller elaboram um plano para fazer a Estação Alfa voltar à sua antiga glória para sobreviver à radiação, e recuperar um gerador de hidrogênio da Estação da Agricultura para lhes dar água. Os terra-firmes inimigos se encontram com eles na Estação da Agricultura, mas, eventualmente, concordam em lhes entregar o gerador. No entanto, o grupo descobre que vários de seus amigos estão sendo mantidos prisioneiros no local e decidem usar o gerador para provocar uma explosão e libertar as pessoas. Eles retornam para Arkadia com seus amigos, mas sem nenhuma maneira de fornecer água para todos. Clarke conta para as pessoas a verdade sobre o fogo nuclear e todos concordam em trabalhar juntos para sobreviver. Na Polis, Kane e Abby dormem juntos e ela se livra do velho colar de seu marido, em uma tentativa de seguir em frente. |              |                                                         |                   |                                    |                         |                     |
| 48 | 3            | "The Four Horsemen" "(Os Quatro Cavaleiros)"            | P. J. Pesce       | Heidi Cole McAdams                 | 15 de fevereiro de 2017 | 1,05                |
| Uma possível liderança de Jaha até um lugar seguro para quando a radiação chegar, acaba sendo uma falsa esperança. Um grupo de terra-firmes chega em Arkadia com sinais de Síndrome de Radiação Aguda (S.A.R) após comerem peixes contaminados, incluindo Nyko e Luna. Abby decide usar a medicina de radiação de Arkadia, mas Raven, que agora está no comando do racionamento, a impede. De qualquer maneira, Murphy rouba os remédios e dá para Abby. A nova Guardião da Chama, Gaia, rouba a Chama do Rei Roan, mas, antes que Octavia a mate, Indra a impede, afirmando que ela é sua filha afastada. Usando uma armadilha, Octavia diz para Roan que a Chama foi destruída. Arkadia pode abrigar apenas 100 pessoas pelos próximos 5 anos para se protegerem da radiação. Clarke escreve uma lista e inclui Bellamy no número 99, então, e ele escreve o nome dela no 100.º lugar. Luna é a única pessoa que não morre de S.A.R, o que faz Abby perceber que o corpo de Luna está rejeitando a radiação por causa de seu Sangue da Noite. |              |                                                         |                   |                                    |                         |                     |
| 49 | 4            | "A Lie Guarded" "(Uma Mentira Guardada)"                | Ian Samoil        | Kim Shumway                        | 22 de fevereiro de 2017 | 1,00                |
| Na Polis, Kane e Bellamy são sentenciados à morte quando Roan termina a aliança com Skaikru e Trikru. Abby, Raven e Luna voltam até a ilha de ALIE para descobrir como eles podem usar o Sangue da Noite de Luna para salvar a raça humana da radiação. Drones atiram neles, resultando na morte de Nyko e levando Luna ao seu ponto de ruptura. Echo começa a caçar Octavia e, após uma luta de espadas, Octavia é atingida e cai em um penhasco, mas sobrevive. Monty e Jasper descobrem e expõem a lista de 100 nomes de Clarke, fazendo com que Jaha resolva o conflito. |              |                                                         |                   |                                    |                         |                     |
| 50 | 5            | "The Tinder Box" "(A Caixa de Metal)"                   | John F. Showalter | Morgan Gendel                      | 1 de março de 2017      | 1,02                |
| Raven e Abby descobrem que, por causa de terem sido liberadas do controle de ALIE por PEM ao invés de quando Clarke puxou a alavanca para matá-la, elas têm restos do conhecimento de Becca em seus cérebros. As duas descobrem que Becca estava produzindo Sangue da Noite na Arca e, após encontrarem um foguete, elas se preparam para voltar até a Arca e produzir Sangue da Noite para a sobrevivência da raça humana. Ilian leva Octavia até Arkadia para conseguir entrar no local. Octavia avisa que Roan está planejando tomar o poder da nave, então, Clarke decide negociar com ele. Os dois concordam em compartilhar Arkadia e dividi-la com 50 pessoas de cada grupo, mas Ilian explode a nave e todos assistem sua última chance de sobrevivência ser destruída. |              |                                                         |                   |                                    |                         |                     |
| 51 | 6            | "We Will Rise" "(Nós Ressurgiremos)"                    | Dean White        | Charmaine DeGrate                  | 15 de março de 2017     | 0,98                |
| Clarke, Bellamy e Roan vão até Raven para entregar dez barris de hidrazina para sua viagem ao espaço para produzir Sangue da Noite. Os residentes de Arkadia se viram contra Ilian e querem matá-lo por ter destruído a nave, mas Kane tenta resolver o conflito pacificamente. No entanto, Octavia aponta uma arma para a cabeça de Ilian e é impedida no último minuto por Kane, que a lembra que Lincoln foi assassinado de forma semelhante; ela tem uma crise de choro e vai embora. Um grupo dos Trikru ataca Clarke, Bellamy e Roan, o que faz com que um dos barris de hidrazina seja esvaziado, e, quando Raven descobre da notícia, acaba tendo um derrame. |              |                                                         |                   |                                    |                         |                     |
| 52 | 7            | "Gimme Shelter" "(Me Dê Abrigo)"                        | Tim Scanlan       | Terri Hughes Burton & Ron Milbauer | 22 de março de 2017     | 0,90                |
| A Chuva Negra começa a cair, e o Povo do Céu se abriga nos restos da Arkadia, Bellamy tenta salvar um pai e seu filho que estão presos do lado de fora, mas não consegue alcançá-los. Octavia e Ilian se refugiam em uma caverna, mas, quando ele tenta fazer com que ela se abra e fale sobre Lincoln, ela tenta se molhar na Chuva Negra e se matar, mas ele a impede. Os dois transam, então, ela decide voltar com ele para a fazenda abandonada de sua família. Abby conta para Clarke seu novo plano de implantar a medula óssea de Luna em um indivíduo para ver se ele consegue criar imunidade, mas, para fazer esse teste, eles precisariam usar uma enorme dose de radiação no indivíduo, o que poderia matá-lo. Quando um ladrão Terra-Firme invade a mansão de Becca e é capturado, Emori o identifica como seu inimigo, Baylis. Ela pretende matá-lo, mas Clarke decide usá-lo como o indivíduo do teste. Mais tarde, Emori admite para Murphy que o ladrão não é Baylis, e que mentiu para se salvar de ser sacrificada. |              |                                                         |                   |                                    |                         |                     |
| 53 | 8            | "God Complex" "(O Complexo de Deus)"                    | Omar Madha        | Lauren Muir                        | 29 de março de 2017     | 0,97                |
| Quando o primeiro teste mata o ladrão, a mentira de Emori é descoberta, então, ela é feita de prisioneira, com a intenção de usá-la como o próximo indivíduo do teste. Murphy também é amarrado quando tenta impedi-los, e Luna é nocauteada por Roan quando tenta ir embora. Clarke muda de ideia e decide injetar a medula óssea de Luna em si mesma, tornando-se uma Sanguinária da Noite, mas, antes de se submeter à radiação, Abby destrói a máquina, pois suas alucinações a convenceram de que Clarke morreria. Em Arkadia, Jaha ouve Niylah usar uma frase associada ao culto que construiu o abrigo, e começa a acreditar que o abrigo que encontrou foi uma armadilha. Suspeitando de que Gaia possa ter informações que podem levar ao verdadeiro abrigo, ele, Kane e Monty vão para Polis, onde o Povo das Árvores luta contra a Nação do Gelo para decidir quem tomará o controle. Gaia os ajuda a deduzir que o abrigo está debaixo de Polis. Então, eles encontram o abrigo usando um talismã que foi encontrado no abrigo que era uma armadilha. |              |                                                         |                   |                                    |                         |                     |
| 54 | 9            | "DNR" "(DNR)"                                           | Mairzee Almas     | Miranda Kwok                       | 26 de abril de 2017     | 0,81                |
| Clarke luta para manter a paz na Polis quando a notícia de que Jaha descobriu o abrigo se espalha, o que faz outros clãs, incluindo o de Roan e o de Indra, quererem uma parte do abrigo para seu povo. Em Arkadia, Jasper e Bellamy discutem quando Jasper e outros jovens dos 100 originais querem ficar para trás para comemorar o fim do mundo, enquanto Bellamy quer levar o resto da população da Arkadia de mais de 400 pessoas para o abrigo antes que a Onda da Morte chegue em menos de seis dias e apague toda a vida. Enquanto isso, Raven decide ficar para trás no laboratório e é assombrada por uma alucinação de Becca, que a convence a continuar consertando o foguete espacial, enquanto Murphy e Emori decidem ir para o abrigo. Em outros lugares, Octavia luta para se adaptar na fazenda de Ilian, mas um encontro brutal e mortal com três Terra-Firmes a fazem perceber que não pode fugir de seu passado. |              |                                                         |                   |                                    |                         |                     |
| 55 | 10           | "Die All, Die Merrily" "(Morram Todos, Morram Felizes)" | Dean White        | Aaron Ginsburg & Wade McIntyre     | 3 de maio de 2017       | 0,85                |
| Uma batalha é realizada na Polis para determinar qual clã ganhará o abrigo, o que coloca um guerreiro de cada clã em uma área fechada para lutar até a morte. Octavia se oferece para representar seu povo, o que a faz lutar não apenas com Roan, mas com Ilian, que quer ajudá-la. Luna também participa, por conta própria. Ela afirma ter perdido toda a esperança na humanidade depois das experiências de Sangue da Noite questionavelmente mortais realizadas por Clarke e Abby, e acredita que ninguém merece sobreviver. No entanto, nem todos os clãs estão dispostos a jogar justo, enquanto Kane e Bellamy tentam descobrir quem está matando todos os participantes. Echo é flagrada trapaceando sem o consentimento de Roan ao se juntar secretamente à luta e matar outros combatentes com flechas. Ela é banida por Roan como punição. Octavia decide se aliar a Ilian, mas ele é morto com uma flecha no pescoço. Mais tarde, apenas três guerreiros estão vivos; Octavia se alia a Roan para enfrentar Luna, mas uma tempestade de Chuva Negra começa, o que os coloca em desvantagem contra Luna, que tem Sangue da Noite. Luna mata Roan, e, mais tarde, Octavia a derrota e se torna a campeã. Ela decide compartilhar o abrigo igualmente com os clãs, permitindo 100 sobreviventes de cada um. No entanto, alguns membros do Skaikru já tomaram o controle do abrigo antes do final da batalha, e trancaram a porta. |              |                                                         |                   |                                    |                         |                     |
| 56 | 11           | "The Other Side" "(O Outro Lado)"                       | Henry Ian Cusick  | Julie Benson & Shawna Benson       | 10 de maio de 2017      | 0,86                |
| Após Jaha ter trancado o abrigo, ele discute com Bellamy sobre ter deixado outras pessoas do lado de fora enquanto a Onda da Morte se aproxima. Abby solta Bellamy da contenção e convence Murphy a protegê-lo para ajudá-lo a abrir o abrigo, mas Bellamy enfrenta Clarke, que está de acordo com a decisão de Jaha. No entanto, Clarke deve escolher entre impedir Bellamy ou ajudá-lo. Fora do abrigo, Octavia discute com Echo sobre seu envolvimento na batalha e, como resultado, Octavia e Indra a impedem de entrar no abrigo. Em Arkadia, Monty tenta raciocinar com Jasper e os outros para convencê-los a ir para a Polis se abrigarem antes que seja tarde demais, mas Jasper e os outros (mostrando sinais de intoxicação por radiação fatal) decidem se matar com um pacto de suicídio, menos Harper. No laboratório, Raven é obrigada a fazer uma escolha difícil devido às alucinações de Becca e Sinclair, que dizem para ela como curar seu cérebro danificado e, assim, continuar construindo o foguete espacial. |              |                                                         |                   |                                    |                         |                     |
| 57 | 12           | "The Chosen" "(Os Escolhidos)"                          | Alex Kalymnios    | Aaron Ginsburg & Wade McIntyre     | 17 de maio de 2017      | 0,83                |
| Jaha e Kane discordam sobre como lidar com a atual e sombria realidade de que devem escolher apenas 100 das 400 pessoas de seu povo para se abrigarem no abrigo para dar espaço para o resto dos 1.200 Terra-Firmes que também querem sobreviver no local. Tudo leva a um sorteio que pode destruir os planos frágeis. Abby pede para Kane deixá-la desistir de seu lugar para dar espaço para outra pessoa. Enquanto isso, Clarke lidera Bellamy, Murphy e Emori para salvar Raven, que ainda está no laboratório. No entanto, eles entram no território de um clã Terra-Firme, que destrói o carro deles, mas Echo parece e os salva. Sem tempo para voltar para a Polis, Monty e Harper são chamados para levar o grupo até o laboratório, onde decidem ir para o espaço antes que a Onda da Morte os alcance. |              |                                                         |                   |                                    |                         |                     |
| 58 | 13           | "Praimfaya" "(Praimfaya)"                               | Dean White        | Jason Rothenberg                   | 24 de maio de 2017      | 0,91                |
| Quando a Onda da Morte chega na Polis e no abrigo, Clarke, Bellamy, Murphy, Emori, Monty, Harper e Echo se reúnem no laboratório junto com Raven para preparar o foguete para ir para os restos da Arca na sua órbita em decomposição e voltarem a viver lá. Monty desmaia depois de sair com Murphy para conseguir um gerador de oxigênio para instalar na Arca. Bellamy impede Echo de se suicidar, convencendo-a a fazer a diferença com seu trabalho na preparação do foguete. Faltando apenas 90 minutos para a onda piroclástica radioativa da Onda da Morte chegar, Clarke decide ficar para trás para escalar uma torre de 300 metros de altura para realinhar a antena e programar energia para a Arca antes do lançamento do foguete. O lançamento do foguete é bem sucedido. Então, Raven flutua pelo espaço até a Arca para encaixar a cápsula do foguete. Depois de programar energia para a Arca, Clarke corre para o laboratório, com a Onda da Morte logo atrás dela, mas, chegando no local, é revelado que ela foi afetada pela radiação. Na Arca, o grupo de Raven quase fica sem ar antes do gerador de oxigênio ser instalado. Seis anos e sete dias depois, é revelado que Clarke sobreviveu à Onda da Morte junto com uma garota Sanguinária da Noite. Enquanto Clarke tenta entrar em contato com a Arca, uma nave espacial pousa na Terra. |              |                                                         |                   |                                    |                         |                     |